# ナミビア軍

ナミビア防衛軍の旗

ナミビア国防軍（ナミビアこくぼうぐん　NDF,Namibian Defence Force）は、ナミビア共和国の軍隊。

## 概要

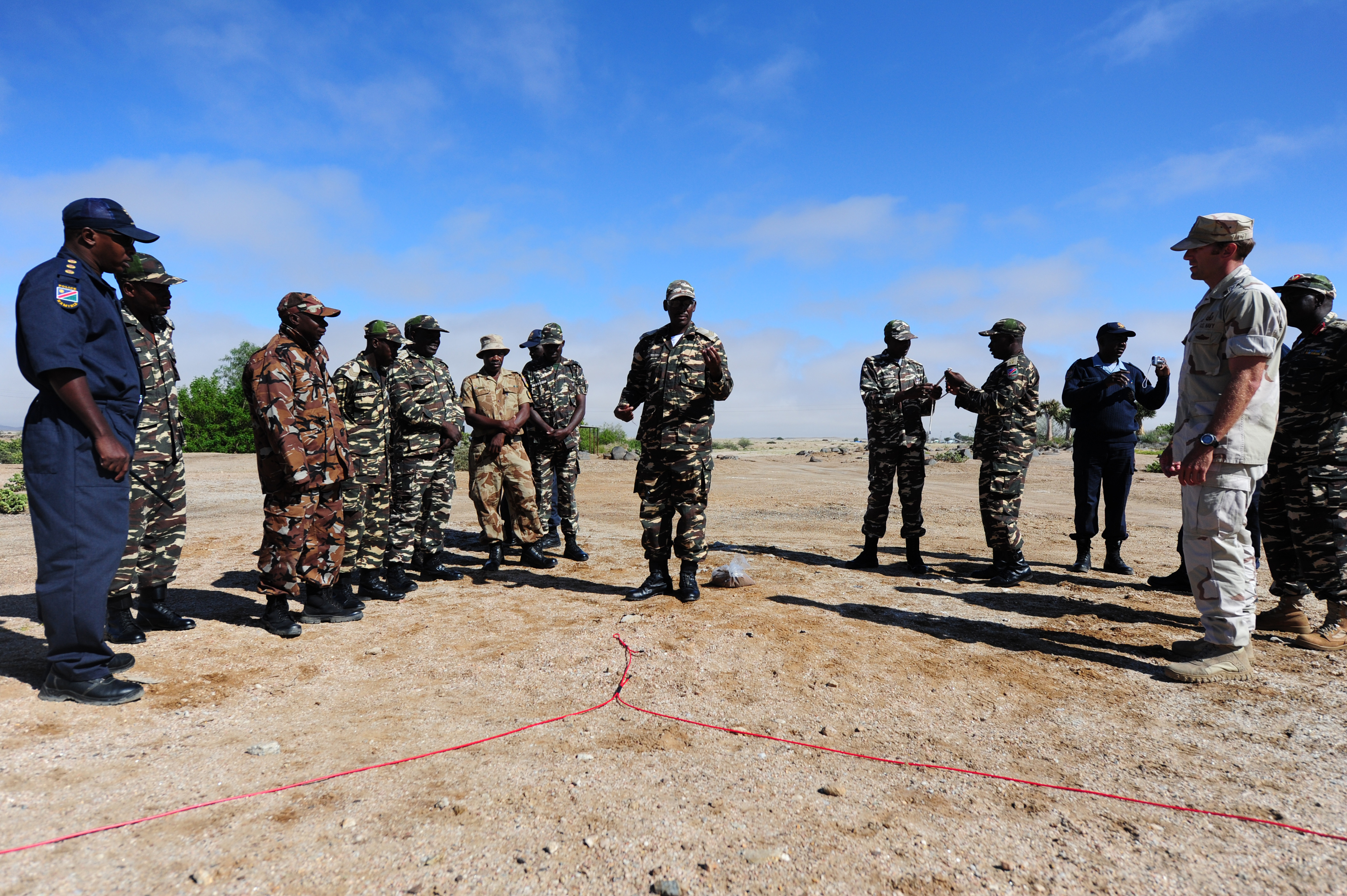
米軍の指導のもと爆弾処理の訓練をするナミビア防衛軍の兵士

ナミビア国防軍は、陸軍・海軍・空軍の三軍から構成される。
首都ウィントフークの国防軍新本部は北朝鮮の万寿台海外開発会社が建設を請け負っていたが、国際的な制裁の影響により、2017年時点で建設工事が中断している。
兵力は陸軍9,000名、海軍200名で、この他に準軍事組織の警察や国境警備隊6,000名を擁している。

### データ
- 軍事予算 - 2億4,800万ドル(2007年)

## 歴史
SWAPOの軍事部門であるナミビア人民解放軍と、アパルトヘイト政権下の南アフリカの傀儡である南西アフリカ郷土防衛軍という23年間敵同士だった2つの組織が、1990年の独立時に統合して成立した。空軍の設立は1994年、海軍の分離は2004年のことである。

## ナミビア陸軍

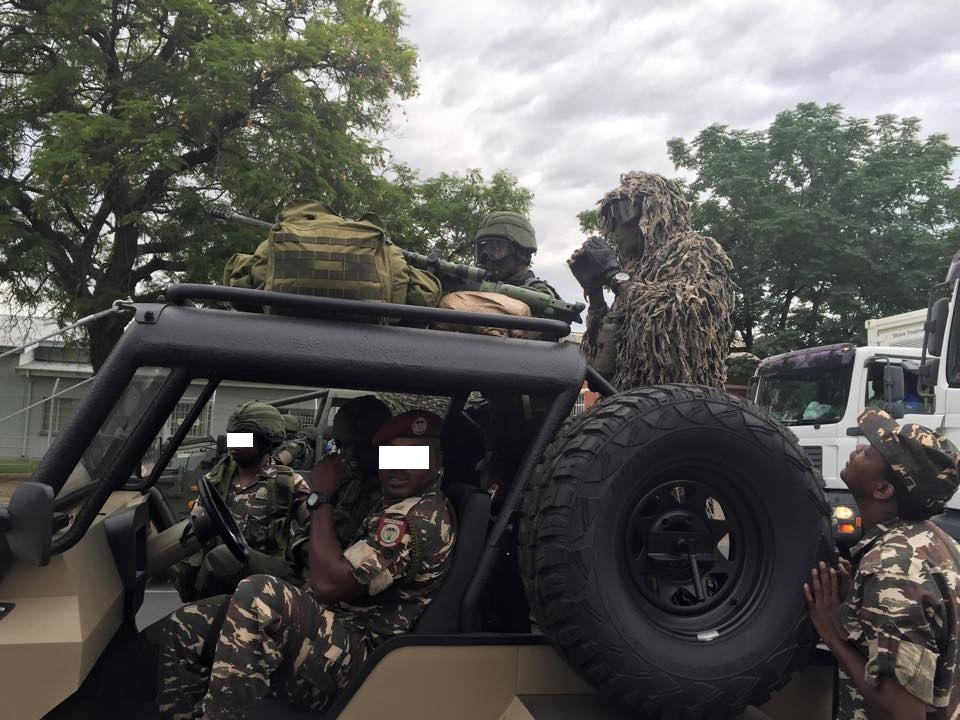
ナミビア軍特殊部隊

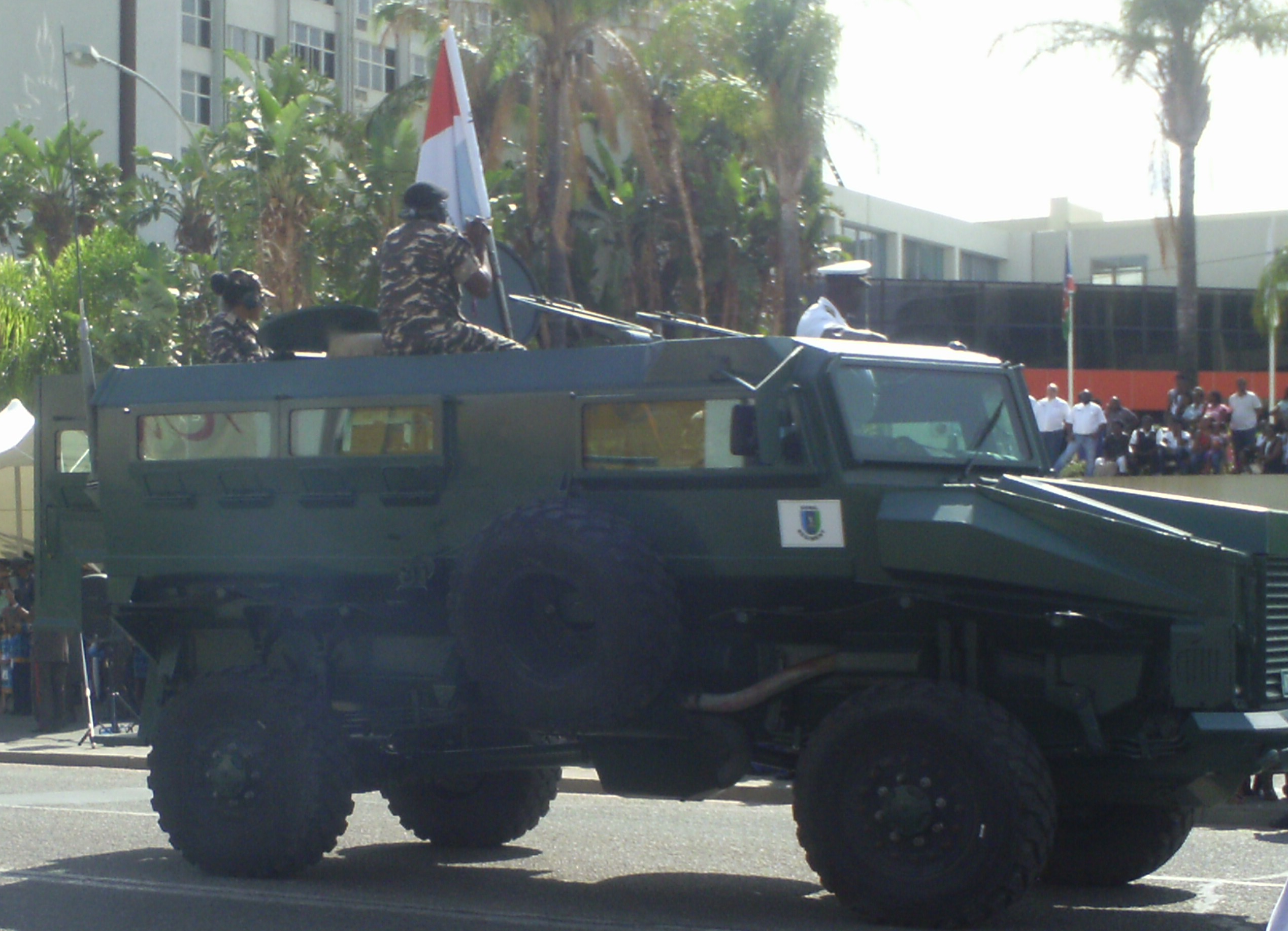
ウェアウルフMk2装甲車

編成は以下の通り。
- 歩兵大隊×6
- 対戦車連隊×1
- 砲兵連隊×1
- 偵察中隊×1
- 特殊部隊×1
- 大統領警護大隊×1
- 防空連隊×1

保有装備は以下の通り。
小火器
- AK47
- AK74
- 56式自動歩槍
- FN MAG
- ブローニングM2重機関銃
- RPG-7
- マカロフ PM
- スタームルガーP85
- Cz75
- 9M133対戦車ミサイル

戦車・装甲車
- T-54/55×20
- T-34×4
- 92式装輪装甲車×21
- BRDM-2×12
- BTR-60×10
- BTR-152×20
- キャスパー装甲兵員輸送車×20
- Wolf Turbo 2×30

火砲
- ZIS-2×6
- ZIS-3×12
- G2×24
- QF 25ポンド砲×8
- BM-21×5
- B-10
- SA-7×74
- ZPU-4×50
- ZU-23-2×15

## ナミビア海軍

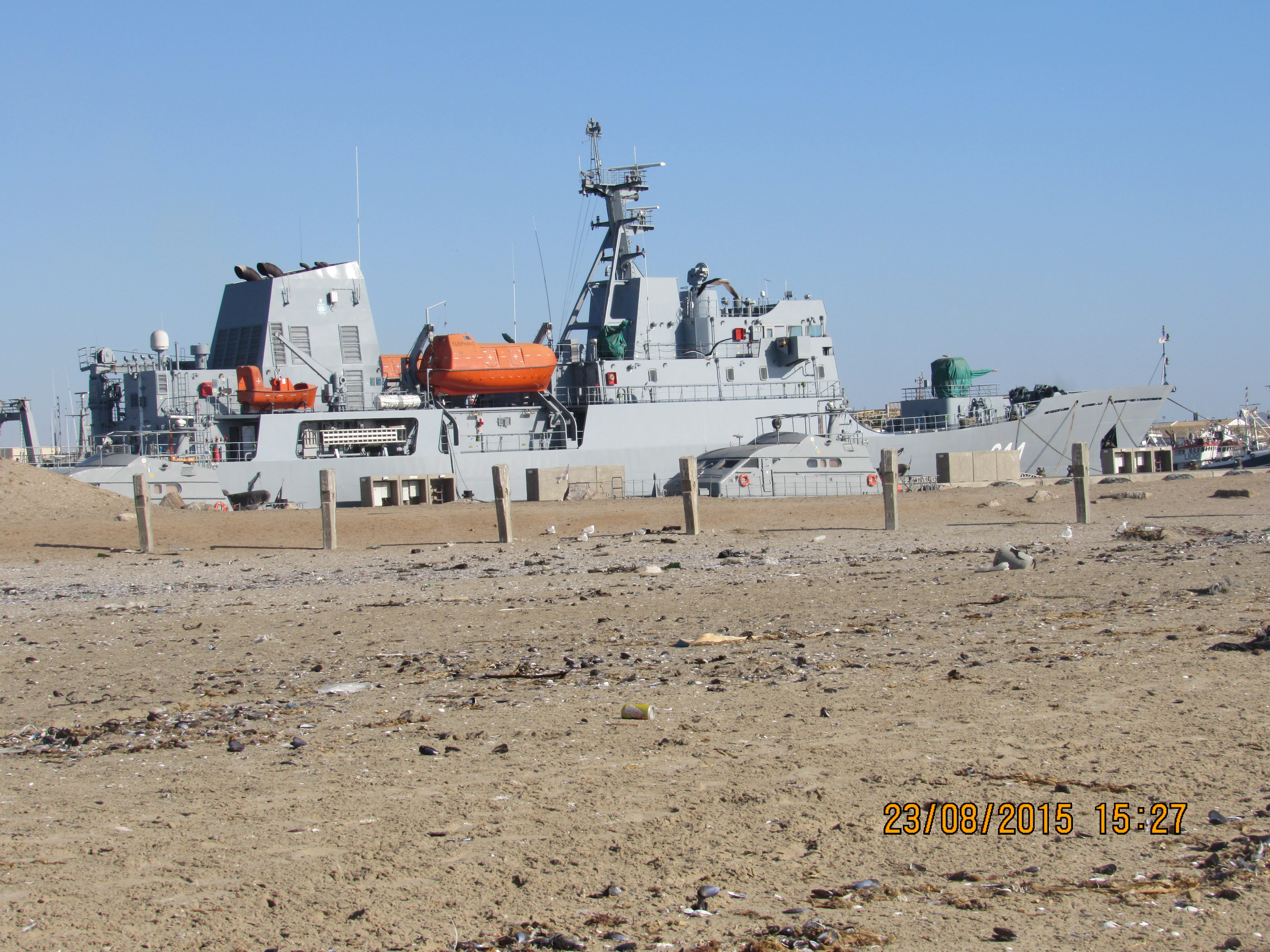
ナミビア海軍の艦艇

所属艦艇についてはナミビア海軍艦艇一覧を参照のこと。
基地がウォルビスベイに存在する。
保有機体は以下の通り。
- F406×1

### ナミビア海兵隊
以下の歩兵部隊の他に、作戦補助部隊、憲兵隊、音楽隊を保有する。
- 緊急対応部隊
- 水陸両用コマンド(特殊部隊)
- ボート部隊
- 潜水部隊

保有火器
- AK47
- AKM
- AK74
- ベクターR5(民間用モデル)
- RPG7
- Cz75
- マカロフPM
- ルガーT95
- M4カービン

## ナミビア空軍

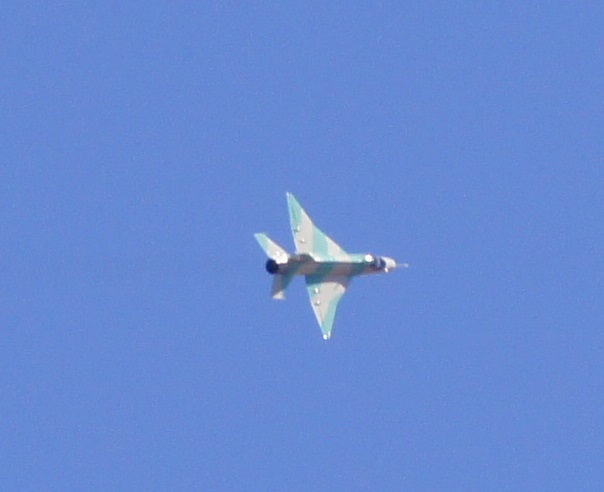
F7戦闘機

保有機体は以下の通り。
- F-7NM×6
- FT-7NG×2
- K-8×12
- FTB-337G×5
- An-26×2
- Y-12×2
- リアジェット36×1
- ファルコン900×1
- Mi-25×2
- Mi-17×2
- Z-9×1
- SA-319×2
- HAL チーター×1
- HAL チェタク×2

## 準軍事組織

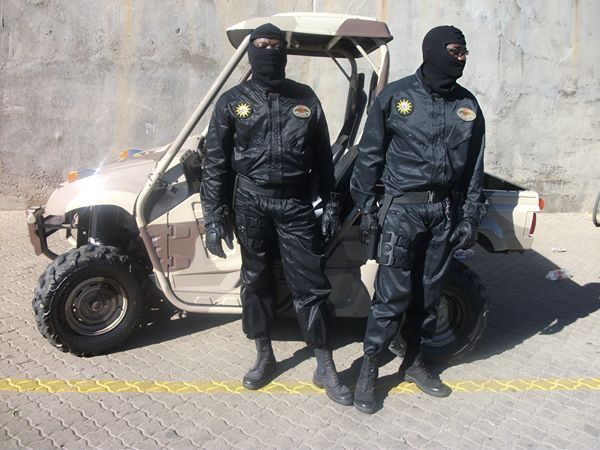
特殊予備部隊

- 特殊野戦部隊(Special Field Force)

ナミビア警察の準軍事組織。国境警備や暴徒鎮圧を任務としている。また、カプリビ回廊の独立紛争（カプリビ紛争）にも投入され、その際、民間人への攻撃を行っているとして人権団体から抗議を受けている。
南アフリカ統治下に存在した南西アフリカ警察対不正規戦部隊(通称：KOEVOET)の後継となった部隊。
- 特殊予備部隊(Special Reserve Force)

ナミビア警察の特殊部隊。SWATのような突入・救出作戦などを担当している。南アフリカの警察特殊タスクフォースやイギリスのSASを原型としている。